# Purpurellus
Purpurellus is een geslacht van weekdieren uit de klasse van de Gastropoda (slakken).

## Soorten
- Purpurellus gambiensis (Reeve, 1845)
- Purpurellus macleani (Emerson & D'Attilio, 1969)
- Purpurellus pinniger (Broderip, 1833)